# Clocher du Stade olympique de Berlin

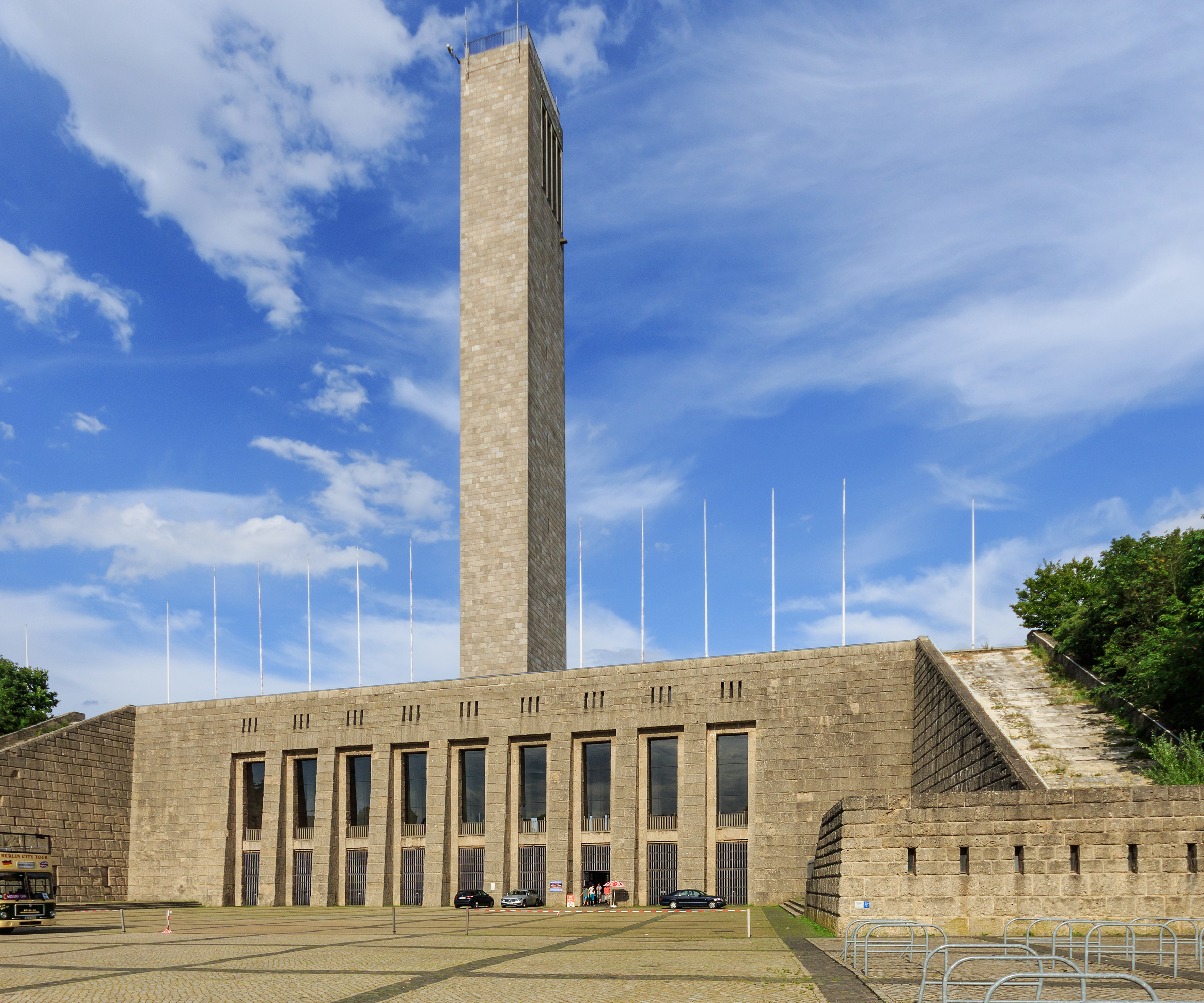
Clocher du Stade olympique de Berlin

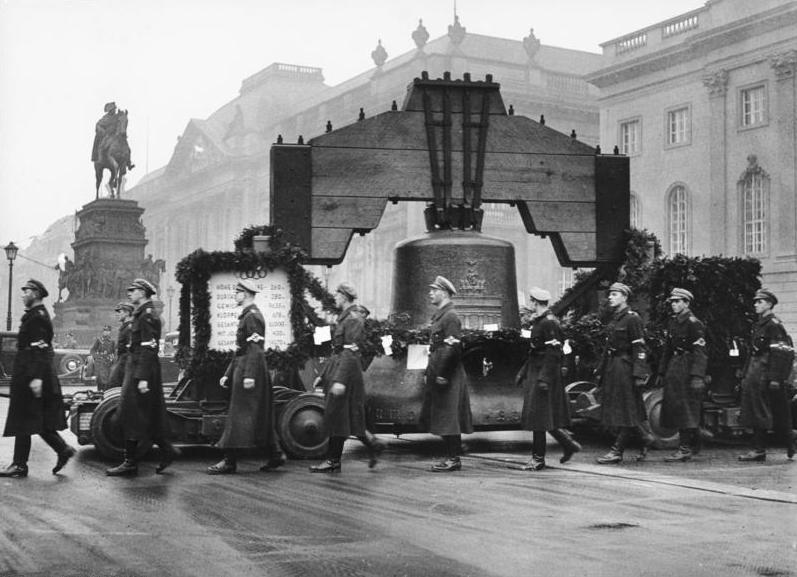
Tournée de la cloche du Stade Olympique en 1936, halte à Berlin

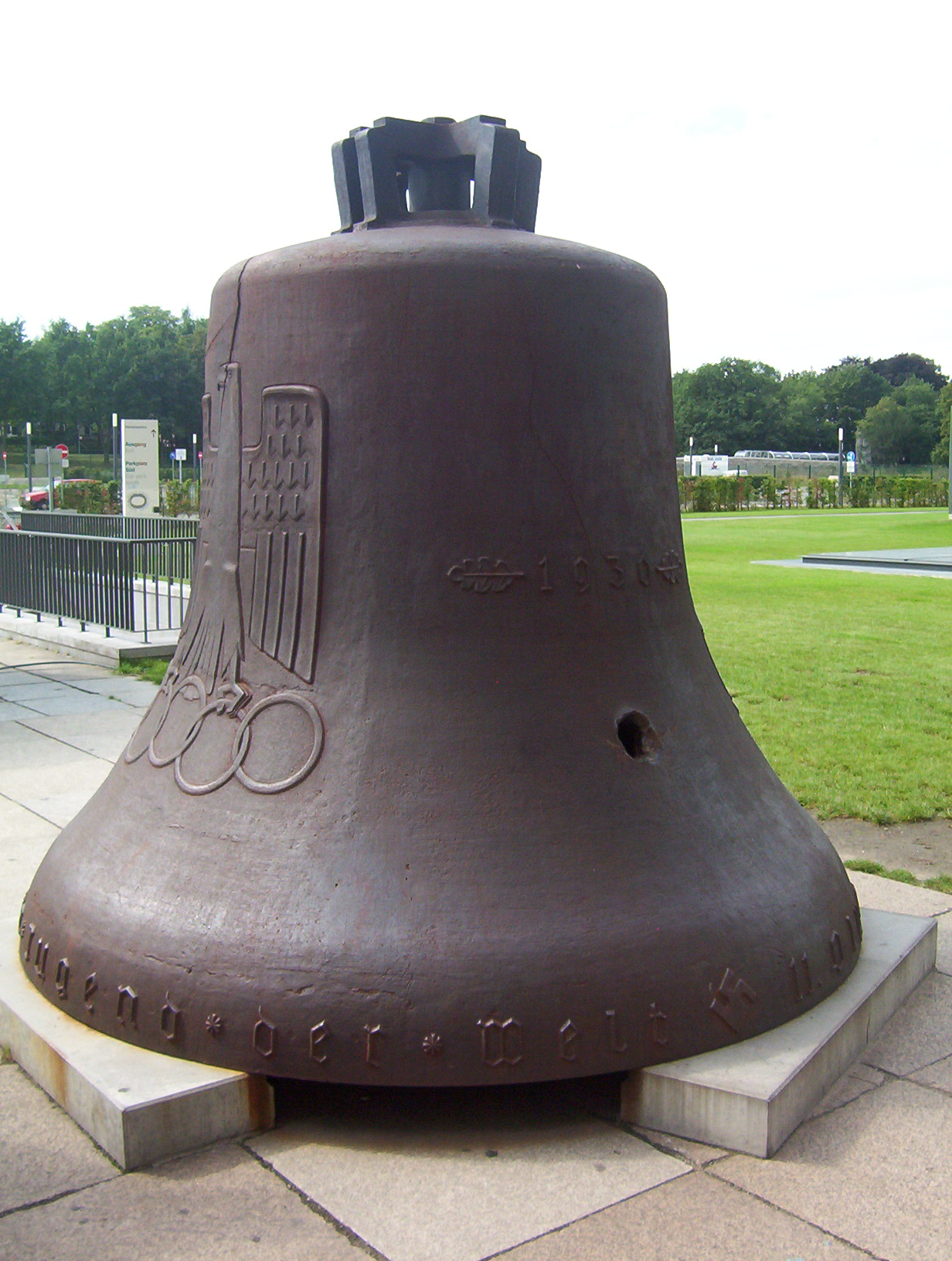
Cloche olympique de 1936

Le clocher du Stade olympique de Berlin est aujourd'hui une tour d'observation de 77,17 mètres de haut.
Il a été construit en 1934 selon les plans de Werner March. La structure en acier est recouverte de plaques en calcaire.
La cloche a été fabriquée à Bochum le 14 août 1935 et pendue à Berlin le 11 mai 1936. Le transfert de la cloche de Bochum à Berlin est l'objet d'une tournée à travers différentes villes allemandes, une propagande pour les Jeux Olympiques de 1936 retransmise par la radio. Elle a une masse de 9,6 tonnes. Elle est décorée des représentations de l'Aigle allemand, de la Porte de Brandebourg et des anneaux olympiques et porte le texte : « Jeux Olympiques de 1936 » et « Je convie la jeunesse du monde » (« Ich rufe die Jugend der Welt »). Sa note est un fa♯.
Après un incendie à la fin de la Seconde Guerre mondiale, la tour n'était pas stable et est abattue le 15 février 1947 par les Britanniques. Entre 1960 et 1962, la tour est reconstruite d'après des anciens plans. On y accroche à l'intérieur une autre cloche qui vient du stade Hanns-Braun sur le site olympique. Elle mesure 4,28 mètres de haut avec un diamètre d'environ 2,80 mètres et pèse 4,5 tonnes.
La cloche originale n'avait pas été enlevée au moment de la destruction en 1947, sa chute l'a tellement endommagée qu'on ne pouvait la réutiliser. Pour éviter le vol, on l'avait enterrée. On la retrouve avec des détecteurs en 1956 et on la déterre le 16 décembre.
Au pied de la tour se trouve Langemarckhalle (de). Les autres salles servent de lieu d'exposition en 2006 sur le site des Jeux olympiques d'été de 1936. À long terme, il deviendra un musée du sport à Berlin.

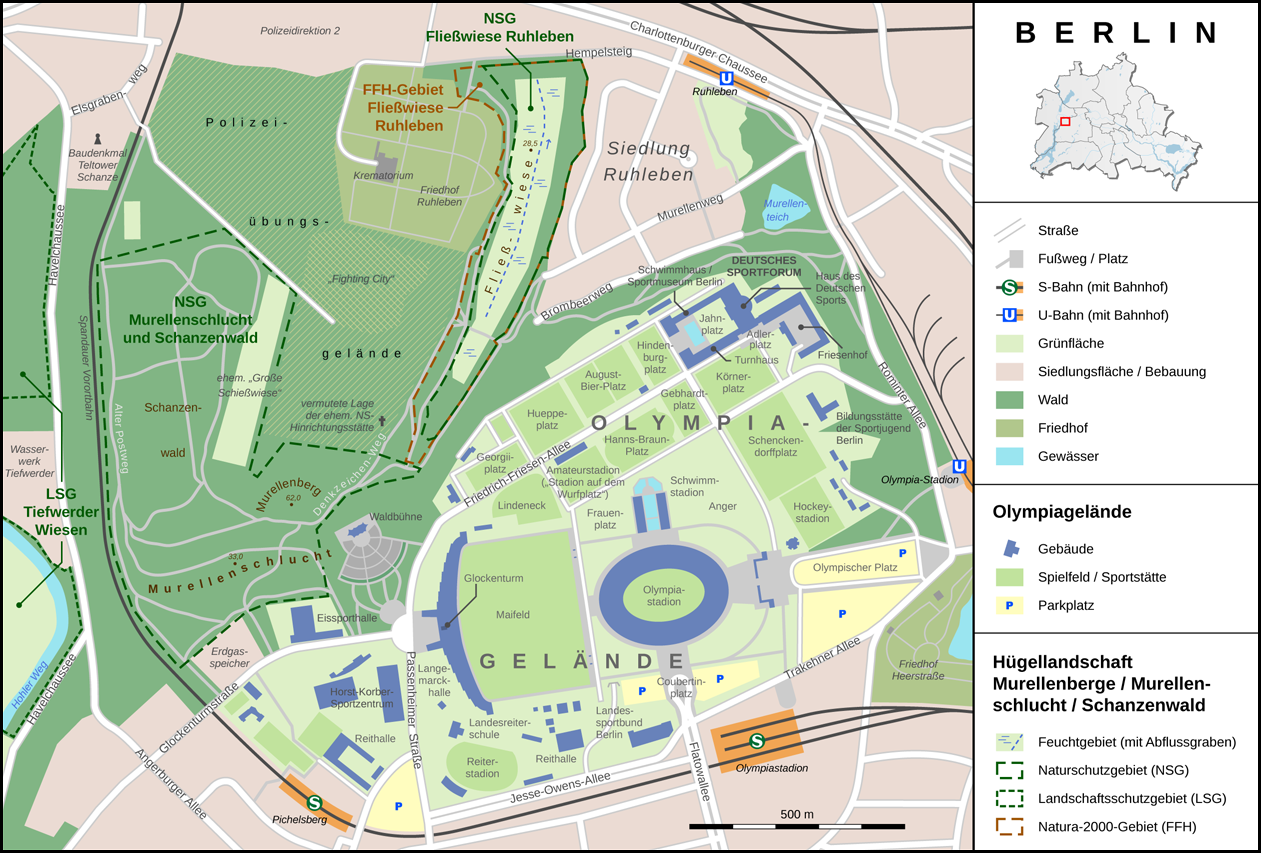
Plan du site olympique de 1936

Le clocher est ouvert à la visite tous les jours de la mi-mars à mi-novembre et de mi-novembre à mi-mars le week-end s'il n'y a pas de neige. Un ascenseur amène les visiteurs à une plateforme d'observation qui donne une vue panoramique, entre autres, sur le Parc olympique, le stade olympique, le Waldbühne ainsi que sur la ville de Berlin et le Brandebourg.

## Source, notes et références
- (de) Cet article est partiellement ou en totalité issu de l’article de Wikipédia en allemand intitulé « Glockenturm Berlin » (voir la liste des auteurs).